# František Šmirous
František Šmirous (25. ledna 1870 Buková – 8. prosince 1940 Nové Veselí) byl rakouský a český politik, na počátku 20. století poslanec Českého zemského sněmu.

## Biografie
Profesí byl rolníkem v rodné Bukové. V letech 1908–1913 působil jako okresní starosta v Přibyslavi.
Na počátku století se zapojil i do zemské politiky. V volbách v roce 1908 byl zvolen do Českého zemského sněmu v kurii venkovských obcí, obvod Německý Brod, Humpolec, Polná, Přibyslav, Štoky. Politicky se uvádí coby člen České agrární strany. Kvůli obstrukcím se ovšem sněm ve svém plénu po roce 1908 fakticky nescházel.
Dlouhodobě zastával funkci člena a místopředsedy správní rady zemědělské akciové továrny Amylon v Ronově nad Sázavou.
Zemřel v prosinci 1940.